# A Question of Balance
Albums de The Moody Blues
To Our Children's Children's Children
(1969) Every Good Boy Deserves Favour
(1971)
A Question of Balance est le sixième album studio des Moody Blues, sorti en 1970. C'est, après On the Threshold of a Dream, leur second no 1 au Royaume-Uni.

## Titres

### Face 1
1. Question (Hayward) – 5:40
2. How Is It (We Are Here) (Pinder) – 2:48
3. And the Tide Rushes In (Thomas) – 2:57
4. Don't You Feel Small (Edge) – 2:40
5. Tortoise and the Hare (Lodge) – 3:23

### Face 2
1. It's Up to You (Hayward) – 3:11
2. Minstrel's Song (Lodge) – 4:27
3. Dawning Is the Day (Hayward) – 4:22
4. Melancholy Man (Pinder) – 5:49
5. The Balance (Edge, Thomas) – 3:33

### Titres bonus
L'album est réédité en 2006 au format SACD avec six titres bonus.
1. Mike's Number One (Pinder) – 3:36
2. Question (autre version) (Hayward) – 6:08
3. Minstrel's Song (mix original) (Lodge) – 4:35
4. It's Up to You (mix original) (Hayward) – 3:19
5. Don't You Feel Small (mix original) (Edge) – 3:02
6. Dawning Is the Day (mix original complet) (Hayward) – 4:36

## Musiciens
- Justin Hayward : chant, guitares acoustique et électrique, mandoline
- John Lodge : chant, basse
- Ray Thomas : chant, flûte, tambourin
- Graeme Edge : batterie, percussion, voix murmurée sur Don't You Feel Small
- Mike Pinder : chant, piano, synthétiseur Moog, Mellotron, guitare acoustique, maracas